# Domenico da Gravina
Domenico da Gravina (* Anfang des 14. Jahrhunderts in Gravina in Puglia; † nach 1350) war ein italienischer Historiker. Er verfasste auf Latein eine Chronik, die den Titel Chronicon de rebus in Apulia gestis trägt und eine bedeutende historiographische Quelle für  die Geschichte des Königreichs Neapel im Zeitraum von 1333 bis 1350 darstellt.

## Leben
Angaben zur Biographie von Domenico da Gravina liegen ausschließlich in seiner eigenen Chronik vor. Er führt seinen Namen von der Stadt Gravina im Königreich Neapel, in der er geboren wurde. Beruflich war er als Notar tätig.
Domenico da Gravina nahm lebhaften Anteil an den politischen Wirren seines Vaterlands und hatte dabei mancherlei Misshelligkeiten zu ertragen. Als nämlich Johanna I. ihrem Onkel Robert 1343 in der Regierung des Königreichs Neapel nachgefolgt war, entstanden bald heftige Streitigkeiten zwischen den Anhängern des Gemahls der Königin, Andreas von Ungarn, und der Partei des Prinzen Ludwig von Tarent, der das Vertrauen und die Liebe Johannas gewonnen hatte. Der Zwist endete mit der Ermordung des Königs Andreas (September 1345) und der ehelichen Verbindung Johannas mit Ludwig von Tarent. König Ludwig I. von Ungarn ging aber, um seinen Bruder Andreas zu rächen, Ende 1347 mit einem Heer nach Italien und eroberte im Januar 1348 Neapel. Nach seinem Abzug kehrte Johanna zurück und es entstand ein Bürgerkrieg zwischen den Parteien, der den König von Ungarn im April 1350 zu einem zweiten Feldzug nach Neapel veranlasste.
Wie ganz Apulien wurde auch die Stadt Gravina, die 1344 an Johannas Schwester Maria, Gemahlin des Herzogs Karl von Durazzo, gefallen war, in die Auseinandersetzungen dieser Zeit verwickelt. Im Gegensatz zum italienischen Historiker Albano Sorbelli, der in den 1900er Jahren Domenicos Chronik herausgab, glaubt Mario Caravale nicht, dass sich Domenico bereits 1345 nach der Ermordung von Johannas Gemahl Andreas der ungarischen Partei anschloss. Vielmehr berichtet Domenico in seiner Chronik über die gegen ihn erhobene Beschuldigung, dass er an der Verschwörung gegen Andreas und an dessen Tötung teilgenommen habe. Diesen – wohl bereits Ende 1345 aufgekommenen – Vorwurf weist der Chronist indessen entschieden zurück.
Genauere Einzelheiten über Domenicos Leben liefert seine Chronik für die Zeit ab den letzten Monaten des Jahres 1348. Bis dahin war die Stadt Gravina der Herzogin von Durazzo treu geblieben. Der herzogliche Hauptmann Pietro di San Felice regierte die Stadt. Wohl aus Furcht vor einer Militärintervention des von König Ludwig I. als Feldherr im Königreich Neapel zurückgelassenen Stephan Laczkfy, Woiwode von Siebenbürgen, trat er aber 1348 von seinem Posten zurück. An seine Stelle wurde nun Angelo Gualteri gewählt. Auch Domenico da Gravina dürfte bis dahin loyal zur Herzogin von Durazzo geblieben sein, da er der Burg von Gravina vorstand. Erst Anfang 1349 scheint auf die gegnerische Seite gewechselt zu haben, als sich der Woiwode Stephan entschloss, Nicola di Angelo di Monte Sant’Angelo zum Stadthauptmann von Gravina zu ernennen. Dieser entsandte zuerst zwei Kundschafter nach Gravina, die von Domenico in seinem Haus beherbergt wurden. Domenico sorgte auch Anfang Februar 1349 für die Einberufung einer Versammlung, in der die Einwohner Gravinas den Kandidaten des Woiwoden zum Stadthauptmann wählten und Domenico und zwei andere Städter beauftragten, Nicola di Angelo über diese Entscheidung zu informieren.
Obwohl die Einwohner Gravinas nach dem Weggang Domenicos kurzzeitig unter dem Druck der Anhänger der Herzogin von Durazzo wieder zu dieser übergelaufen waren und Domenico bei seiner Rückkehr – gemeinsam mit Nicola di Angelo – die Tore der Burg von Gravina verschlossen fand, konnte die ungarische Partei bald die Oberhand erringen. Nicola die Angelo zog am 9. Februar 1349 in die Stadt ein, während die Anführer der Gegenpartei zu Roberto di Sanseverino flohen.  Domenico da Gravina begab sich nach Barletta zum Woiwoden Stephan, nahm an der von ungarischen Truppen durchgeführten Unterwerfung von Ruvo und Terlizzi teil und erhielt dann einen von Giovanni Chutz angeführten Truppenverband. Nach einem Sieg über Roberto di Sanseverino kontrollierte die ungarische Partei Gravina und dessen Gebiet.
Nachdem der Kommandant Chutz bald darauf mit seinen Garnisonstruppen wieder aus Gravina abgezogen war, zog Roberto di Sanseverino wieder gegen die Stadt. Diesmal bat der erneut nach Barletta gereiste Domenico den Woiwoden vergeblich um Hilfe. Trotz des Widerspruchs Domenicos beschlossen daraufhin die in Gravina verbliebenen Führer der ungarischen Partei, ihre internen Gegner auszuschalten. Domenico konnte sich auch nicht mit seinem Vorschlag durchsetzen, Gravina gegen den Angriff des Roberto di Sanseverino zu verteidigen. Stattdessen verließen die meisten Mitglieder der ungarischen Partei, die einen Widerstand für aussichtslos erachteten, am 28. April 1349 die Stadt. Domenico schloss sich ihnen an und nahm nur seinen ältesten Sohn Gregorio mit sich, während seine Mutter, Gattin und drei  jüngeren Kinder in Gravina blieben.
Über Corato begab sich Domenico da Gravina nach Monte Sant’Angelo, Barletta und schließlich nach Altamura, wo er seine Gemahlin, Mutter und seinen Sohn Cola wiedertraf. Seine beiden anderen Kinder wurden in Gravina als Geiseln gehalten und sein dortiger Besitz von seinen Gegnern eingezogen. Vermutlich im Juni 1349 zog er nach Bitonto. Von dort aus kämpfte er weiter auf der ungarischen Seite, ging vergeblich gegen Gravina vor und nahm 1350 an einem Angriff auf Somma Vesuviana teil. Seine beiden noch in Gravina verbliebenen Kinder durften schließlich ebenfalls zu ihm nach Bitonto ziehen. Wegen des Abbrechens seiner Chronik im Jahr 1350 ist über Domenicos weiteres Schicksal nichts bekannt.

## Chronik
Das als Chronicon de rebus in Apulia gestis betitelte Geschichtswerk des Domenico da Gravina ist eine Hauptquelle für den kriegerischen Konflikt zwischen Johanna I. und Ludwig I. von Ungarn um das Königreich Neapel (1348–1350), vor allem für die damaligen militärischen Auseinandersetzungen in Apulien. Die wohl noch 1349/50 verfasste Chronik gibt über manche Begebenheiten Aufschluss, über die sich sonst keine Nachrichten finden. Sie hat sich nur in einer einzigen, jetzt in der Österreichischen Nationalbibliothek aufbewahrten Handschrift des 14. Jahrhunderts (wohl der Autograph) erhalten. Dieses Manuskript ist am Anfang und am Ende verstümmelt, enthält aber doch noch die Erzählung der süditalienischen Begebenheiten von 1333 bis 1350. Man vermisst dagegen zu Anfang die Einleitung über die Regierung des Königs Robert von Anjou und am Ende einen Teil der Geschichte des zweiten Zugs des Königs von Ungarn nach Neapel. Die Chronik schließt mit dem definitiven Verzicht Ludwigs I. auf das Königreich Neapel.
Lodovico Antonio Muratori hat Domenicos Geschichtswerk, das nicht streng der chronologischen Ordnung folgt, zuerst (in den Rerum Italicarum Scriptores, Band XII, Mailand 1728, S. 549–722) herausgegeben und auf dessen Wichtigkeit aufmerksam gemacht. Nach weiteren Editionen veranstaltete Albano Sorbelli eine Ausgabe der Chronik im Rahmen der Neuauflage der Rerum Italicarum Scriptores (Band XII, 3, Città di Castello 1903–1909). Domenico da Gravina steht zwar gänzlich auf Seiten der Ungarn und lobt deren Taten und Verhalten, weshalb seine Urteile über Johanna und ihre Anhänger mit Vorsicht aufgenommen werden müssen, doch meint Sorbelli, dass der Chronist bei der Schilderung der Ereignisse meist relativ objektiv ist und der Wahrheit treu bleibt. Die Vorkommnisse kurz vor und nach der Ermordung Andreas’ von Ungarn am neapolitanischen Hof scheint er aber nicht aus erster Hand zu kennen. Die Erzählung ist klar, aber wenig ansprechend und durch die Aufnahme mancher unbedeutender Tatsachen schleppend.